# レンゲリヒ (ヴェストファーレン)
レンゲリヒ (ドイツ語: Lengerich, ドイツ語発音: [ˈlɛŋərɪç], 低地ドイツ語: Liängeryk)は、ドイツ連邦共和国ノルトライン＝ヴェストファーレン州ミュンスター行政管区のシュタインフルト郡に属す中規模都市である。この街はテックレンブルガー・ラントに位置している。

## 地理
レンゲリヒ市は、ミュンスター（南西 29 km）とオスナブリュック（北東 16 km）との間、トイトブルクの森の南斜面に位置する。市域の広がりは、南北の最大幅 11.5 km、東西の最大幅 14 km である。

### 隣接する市町村
レンゲリヒ市に隣接する都市は、テックレンブルク、ハーゲン・アム・トイトブルガー・ヴァルト、リーネン、ラドベルゲンである。

### 市の構成
レンゲリヒには、アントルプ、アルドルプ、エクスターハイデ、ホーネ、イントルプ、ニーダーレンゲリヒ、ニーダーマルク、リンゲル、ショルブルーフ、ゼッテル、シュタットフェルトマルク、ヴェヒテの各市区からなる。
すべての市区は同一の郵便番号 49525を用いている。

## 歴史

### 起源と発展
中世から近世にかけてレンゲリヒはテックレンブルク伯領に属した。1707年にプロイセン王国に売却された。テックレンブルク伯領にあたる地域は1871年のドイツ国建国後もその状態を保持され、1946年のプロイセン解体においても（1816年にプロイセンが創設した）テックレンブルク郡は保持された。ノルトライン＝ヴェストファーレン州がプロイセンの権利継承者として、1975年1月1日にテックレンブルク郡を解消し、これ以後レンゲリヒはシュタインフルト郡に属している。

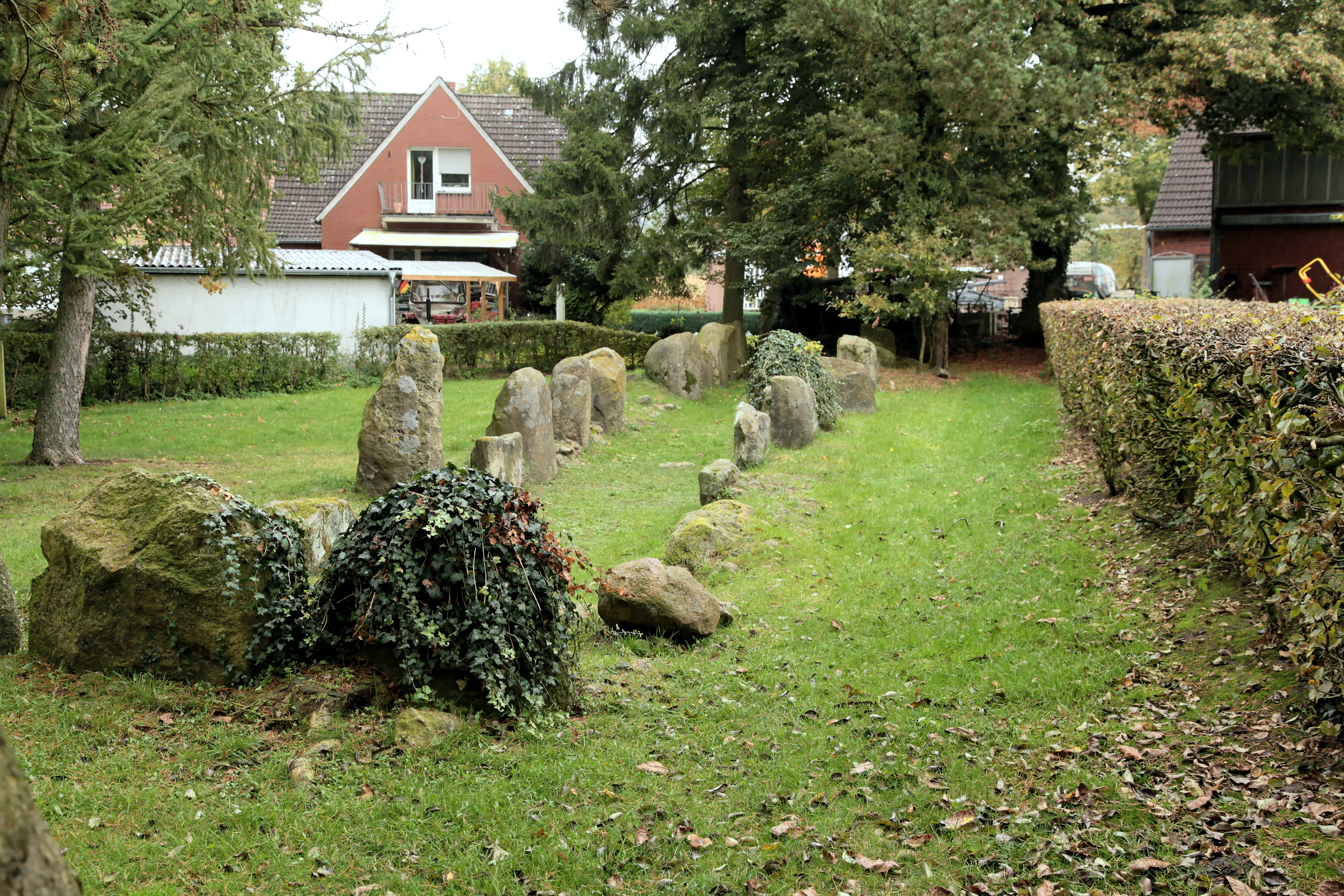
ヴェヒテの修復された巨石遺跡

レンゲリヒは極めて長い入植の歴史を有している。ヴェヒテ集落で4,000年前の巨石遺跡が発見され、修復がなされている。これは現在レンゲリヒ市の名所の1つとなっている。
いくつかの集落はレンゲリヒ自身よりも古くに文書記録が遺されている。リンゲルは1050年頃に Hringie として、ホーネは1088年に Westhohne として記録されている。レンゲリヒ自身は1147年に初めて文献に現れる。ローマ＝ドイツ王コンラート3世が、ヘルフォルト女子修道院長のレンゲリヒにおける所領と権利を確認したものである。
14世紀にレンゲリヒで市場が開催されたことが証明されている。
1695年にこの集落は文献中に「Flecken」と記されている。これは、意味に即して下級都市とも呼ばれる。
1727年に、「兵隊王」として知られるプロイセン王フリードリヒ・ヴィルヘルム1世がレンゲリヒに都市権を授けた。これを承けて最初の自治体会議が開催された。当時の本市の人口は、150戸、614人であった。
フリードリヒ・ヴィルヘルム4世は1857年に、テックレンブルク伯領のプロイセン所属150周年を祝ってレンゲリヒのレストラン「ベルケマイヤー」で祝宴を開いた。
1927年4月1日にレンゲリヒ＝ラントがこの街に合併した。1930年には、小区画 (38 ヘクタール) が隣接する都市テックレンブルクに移管された。
1975年1月1日、当時300人が住む地域が分離され、リーネンとテックレンブルクに移管された。

### レーマー

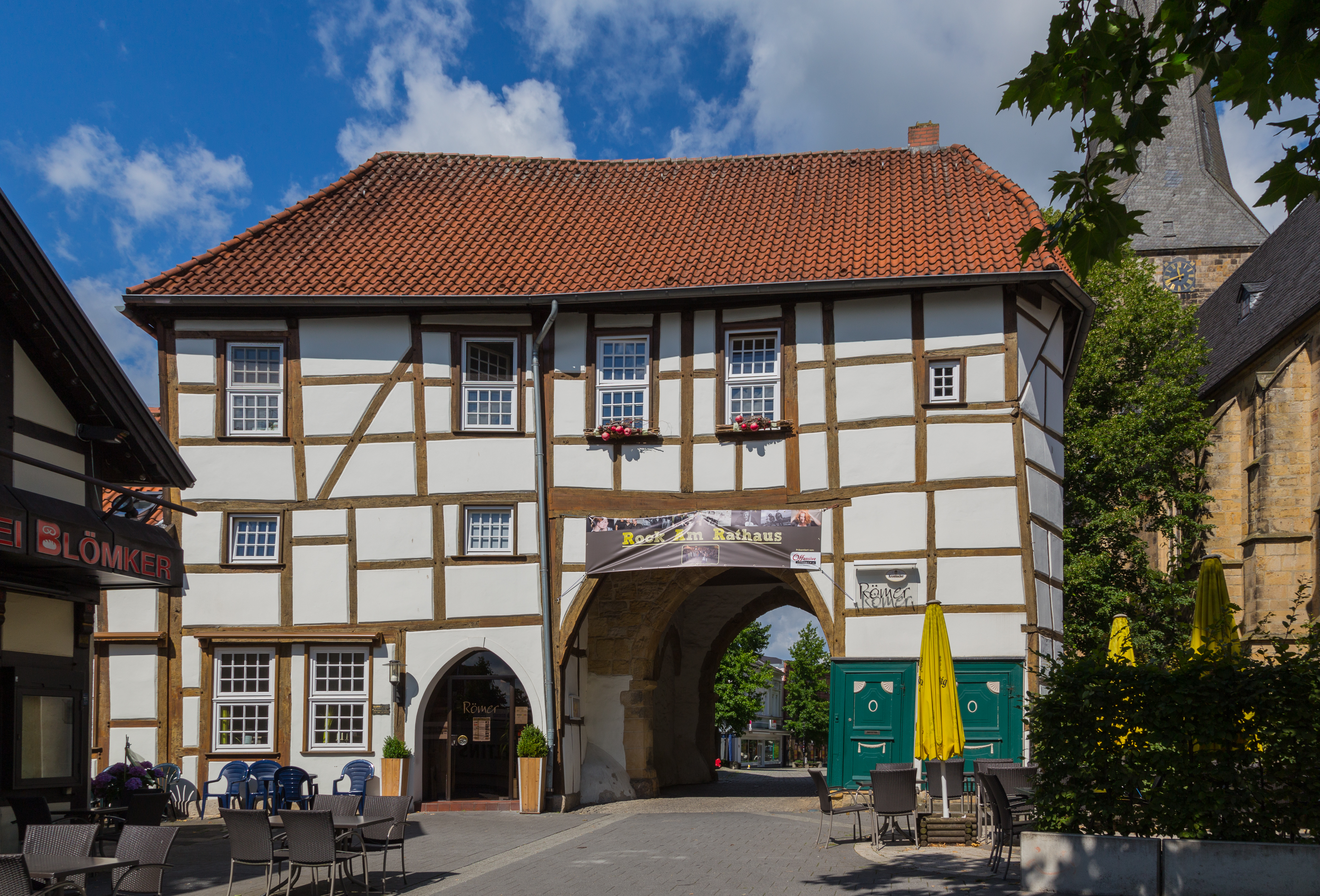
レーマー

旧市街のキルヒ広場（教会広場）の北東入り口に、レンゲリヒ市の象徴的建造物の1つであるレーマーがある。ここには楼門などが保存されている。その建設時期はおよそ13世紀第2四半期と考えられるが、それから大きく逸脱して15世紀頃の可能性もある。古くは「シュタインヴェルク」（直訳: 石造建築）とだけ文書に記されていたが、18世紀初めからこの楼門は「レーマー」（直訳: ローマ人）と呼ばれるようになった。この名称の由来や、レーマーの本来の用途は伝わっていない。
この楼門は、時代とともに役所、牢獄、倉庫、教室、住居と用途を替えた。20世紀になるまで、たとえば南に接する倉庫、北側に接する事務棟や東側の拡張部分など多くの増改築が行われた。最後の大規模な改築は1979年、大規模な修復は2001年に行われた。1980年からレーマーには小さな飲食店（または旅館）が入居している。3階の最も大きな部屋は客室、会議室または結婚式などの特別な機会に用いられる。

### 経済史
記録によると、この街には、16世紀に最初の商人と経営者がいた。この頃、農産物の他に羊毛や獣脂が取引されていた。1662年には、製紙水車が稼働していた。それ以前にすでにいくつかの水車、靴職人、家具職人、鍛冶屋がいた。現在も水車のいくつかを見ることができるが、元々の姿や稼働している姿を見ることはできない。約100年前には、レンゲリヒ住民が「国民飲料」と呼ぶ上面発酵ビール（グリュージングまたはグレージングと呼ばれる）が多くの家庭で醸造されていた。

### レンゲリッヒャー・コンクルズム
三十年戦争の時代、1645年7月11日に本市でドイツ史の一場面が書き上げられた。1648年のオスナブリュックとミュンスターでの条約締結の予備交渉として、「レンゲリッヒャー・コンクルズム」（直訳: レンゲリヒの結論）をまとめるために戦争当事者の代表がこの街に集まった。参加者は、差し迫った条約交渉に際して、神聖ローマ帝国の内政・外交問題に関する帝国等族および自由帝国都市の共同発言権を合意した。

## 住民
- 人口（副次的居住者を含めて）: 23,219人
  - 男性: 11,496人
  - 女性: 11,723人
- 宗教分布
  - 福音主義: 10,527人
  - ローマ＝カトリック: 3,874人

2018年12月31日現在

## 行政

### 議会と首長
レンゲリヒ市の市議会は、2014年5月25日の選挙後時点で、32人の議員で構成されている。
市長は薬局店主のヴィルヘルム・メールケ（無所属）である。

### 紋章
図柄: 青地に直立した金の錨。その輪から2本の交差したセイヨウボダイジュの枝が伸びている。それぞれの枝には3枚ずつ葉がついており、錨の前面で再び交差する。
錨がレンゲリヒと関係のないリンゲン伯の独占的な紋章図案であるという歴史上の疑問は、1939年から呈されている。新しい研究によれば、錨は、当時の伯オットーの請願書に応えて、1475年に皇帝の特権によりオーグメンテイションとしてテックレンブルク伯に授与された。この際、すでに存在しないリンゲン伯領に関わる意味合いはまったくなかった（ミュンスター州立文書館、St.A. 1363）。セイヨウボダイジュの枝は、おそらくテックレンブルク伯の紋章図案であるスイレンの葉と混同されたものであろう。歴史的な意味合いがもはやなくなり、この紋章は1949年に再びレンゲリヒ市の紋章として採用された。

### 姉妹都市
レンゲリヒ市は以下の都市と姉妹都市協定を締結している。
- レーゲブルーフ（ドイツ語版、英語版）（ドイツ、ブランデンブルク州）
- ウォパコネタ（英語版）（アメリカ合衆国、オハイオ州）
- ヴァルタ（ポーランド語版、英語版）（ポーランド、ウッチ県）

これらの都市との関係は市レベルだけでなく、民間のクラブや協会レベルでも保持されている。たとえば、ウォパコネタとは定期的に学生の交換交流を行っている。

## 文化と見所

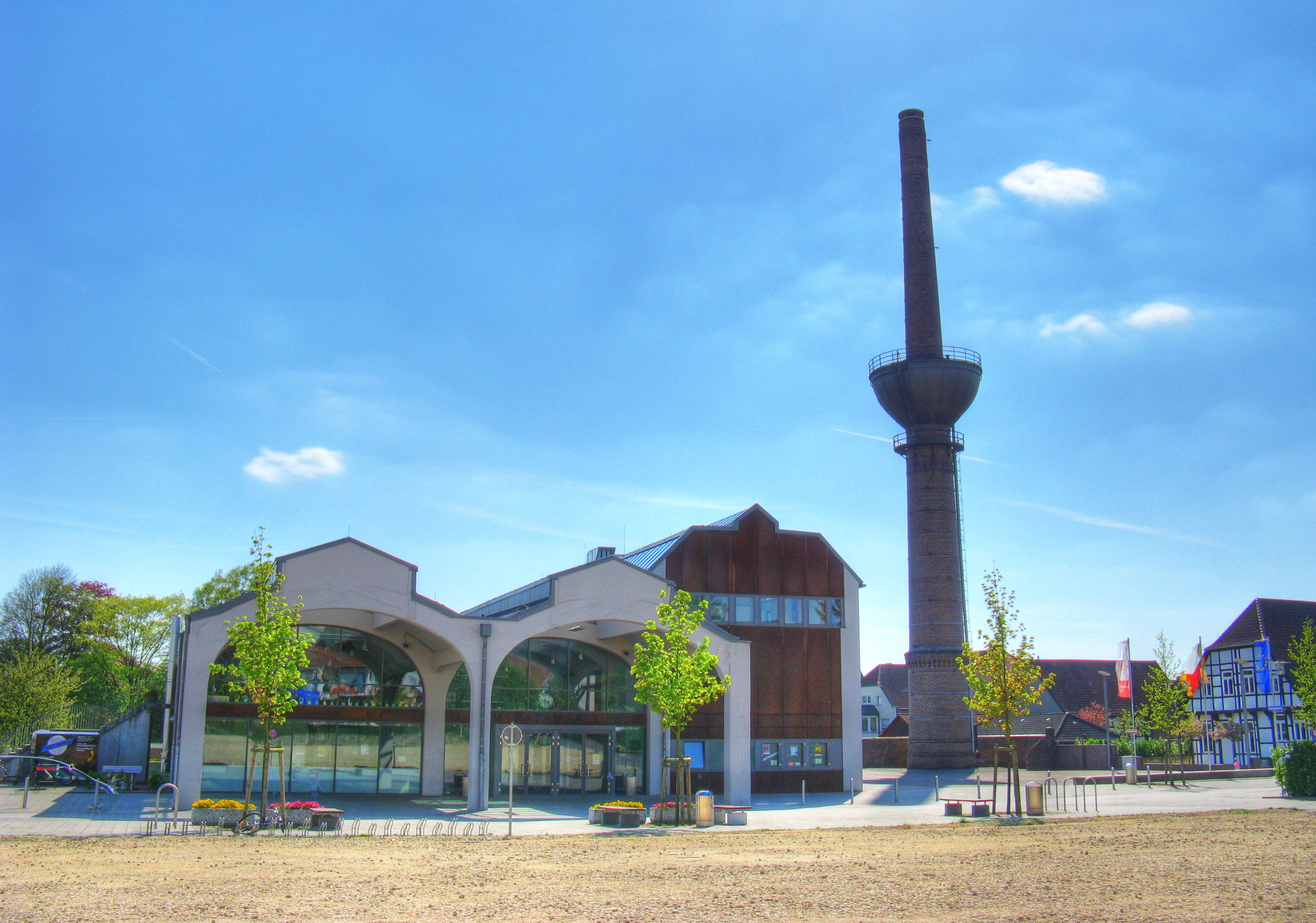
ゲンプトハレとゲンプト塔

レンゲリヒは、この大きさの街としては比較的多くの文化的魅力を有している。2004年にゲンプトハレが文化センターに改造され、様々なイベントがここで開催されている。さらに欠けることのないクラブ生活がある。この他にミュンスターやオスナブリュックといった大学都市や演劇都市へ車や列車で約20分で行くことができる。
1926年に完成し、1970年以後倒壊の危機に瀕していたクレーベルクの麓の墓地礼拝堂は修復された。礼拝堂のすぐ近くにジョーンズ・ガーデンによる ALVA 彫刻公園や、2018年にオープンしたアジサイ庭園がある。

### 建築

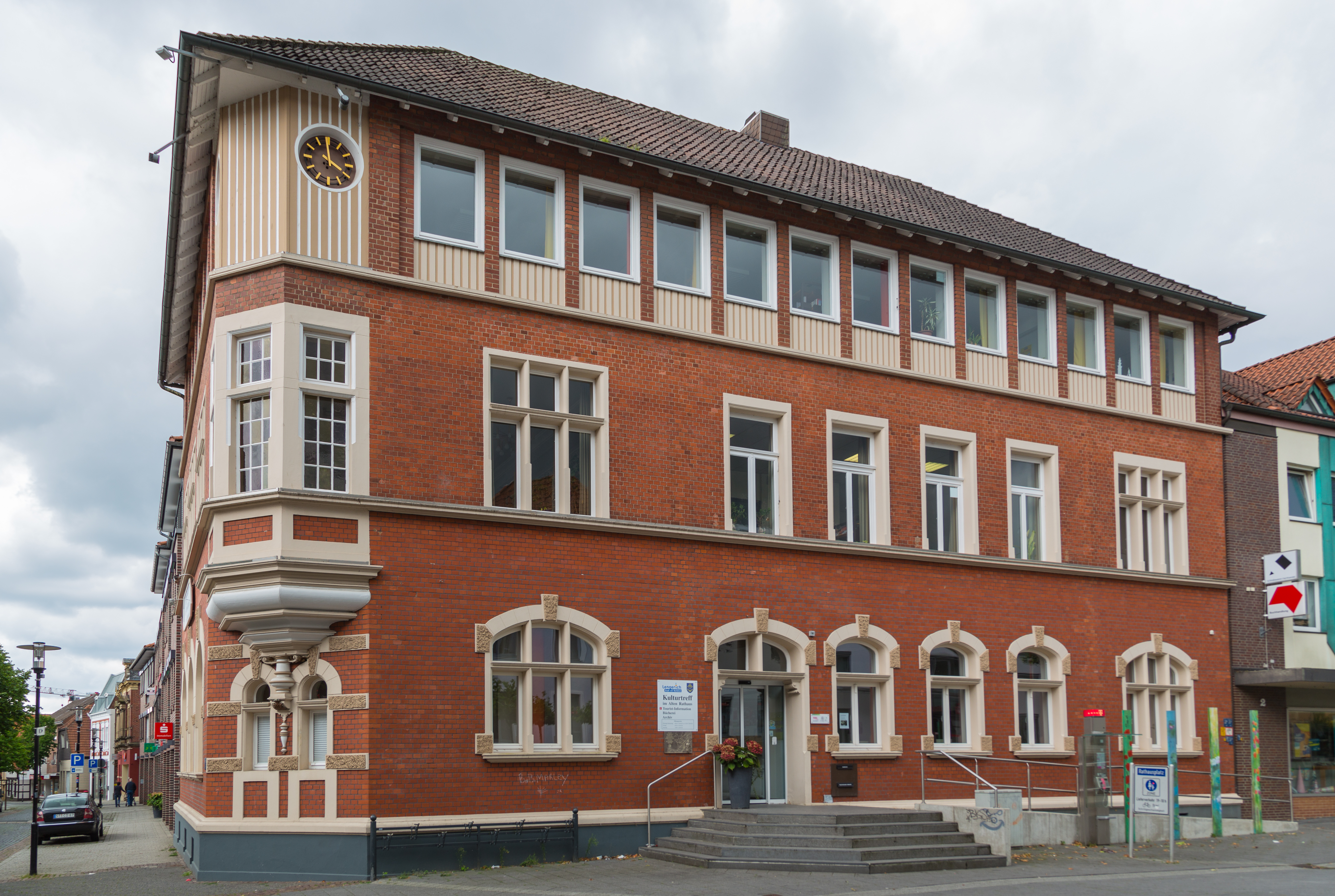
旧市庁舎

| - レーマー - 福音主義市教会 - 旧市庁舎（現在は、ツアー＝インフォメーション、市立文書館、図書館が入居している） - 福音主義ヨハネス教会 - 旧墓地礼拝堂 - ショーンシュタイン貯水槽（ゲンプト塔） - グート・エルペンベック | - グート・シュターペンホルスト - 巨石墓 - 墳墓 - フォルターゲ館（水城） - ヴェストファーレン軽便鉄道博物館 - ゲンプトハレ |

- 福音主義市教会
- 旧墓地礼拝堂
- 墳墓
- フォルトラーゲ館

### 年中行事

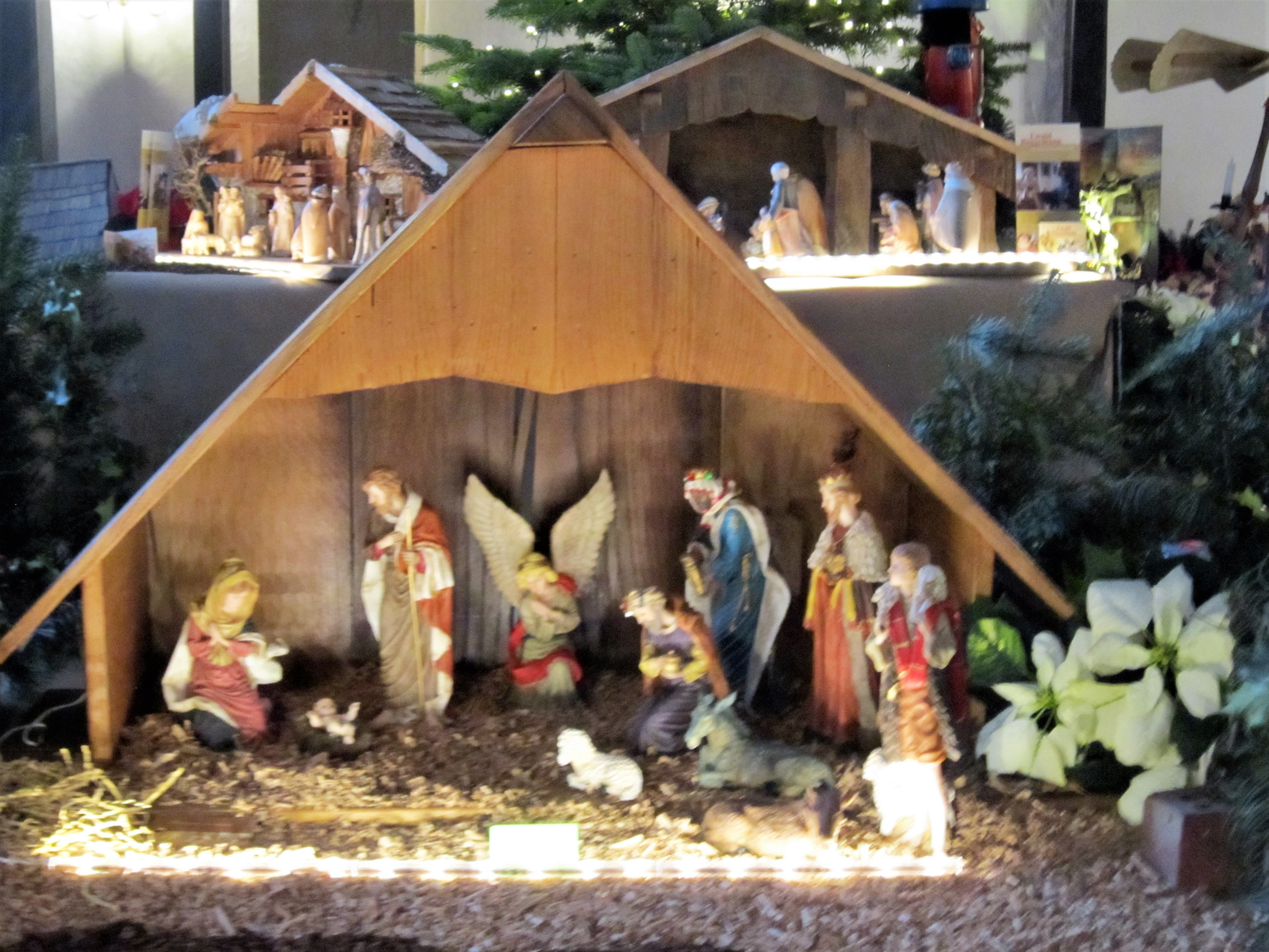
福音主義市教会のクリッペ展示

第1アドヴェントの週末に、福音主義市教会周辺でクリッペンマルクトが開催される。クリスマスマーケットとして構想された屋台の市場では、毎年違ったモチーフでデザインされたクリスマスツリーのオーナメントが売られている。市教会内では、第1アドヴェントの週末に大規模なクリッペの展示が行われている。一部手作りのこのクリッペは、主にレンゲリヒ市民によって制作されている。

### スポーツ
レンゲリヒには様々なスポーツクラブがある。サッカーおよびバドミントンでは SC プロイセン・レンゲリヒが知られている。その第1チームは2014年/15年シーズンからベツィルクスリーガでプレイしている。サッカーではこの他に FC グリューン＝ヴァイスがあり、クライスリーガ B2 に所属している（2014年/15年シーズン）。卓球では TTC レンゲリヒがある。その第1チームは、2014年/15年シーズン、ベツィルクスリーガに参戦している。またハンドボールチームでは、HSG ホーネが挙げられる。トゥルンフェライン・レンゲリヒ (TVL) は、レンゲリヒで最大のスポーツクラブで、様々なスポーツ部門を有している。トゥルンフェライン・ホーネは、特にトイトラウフ（長距離走大会）で知られている。馬術競技は、主にライツ＝ツフト・ウント・ファールフェライン・レンゲリヒが担っている。

## 経済と社会資本

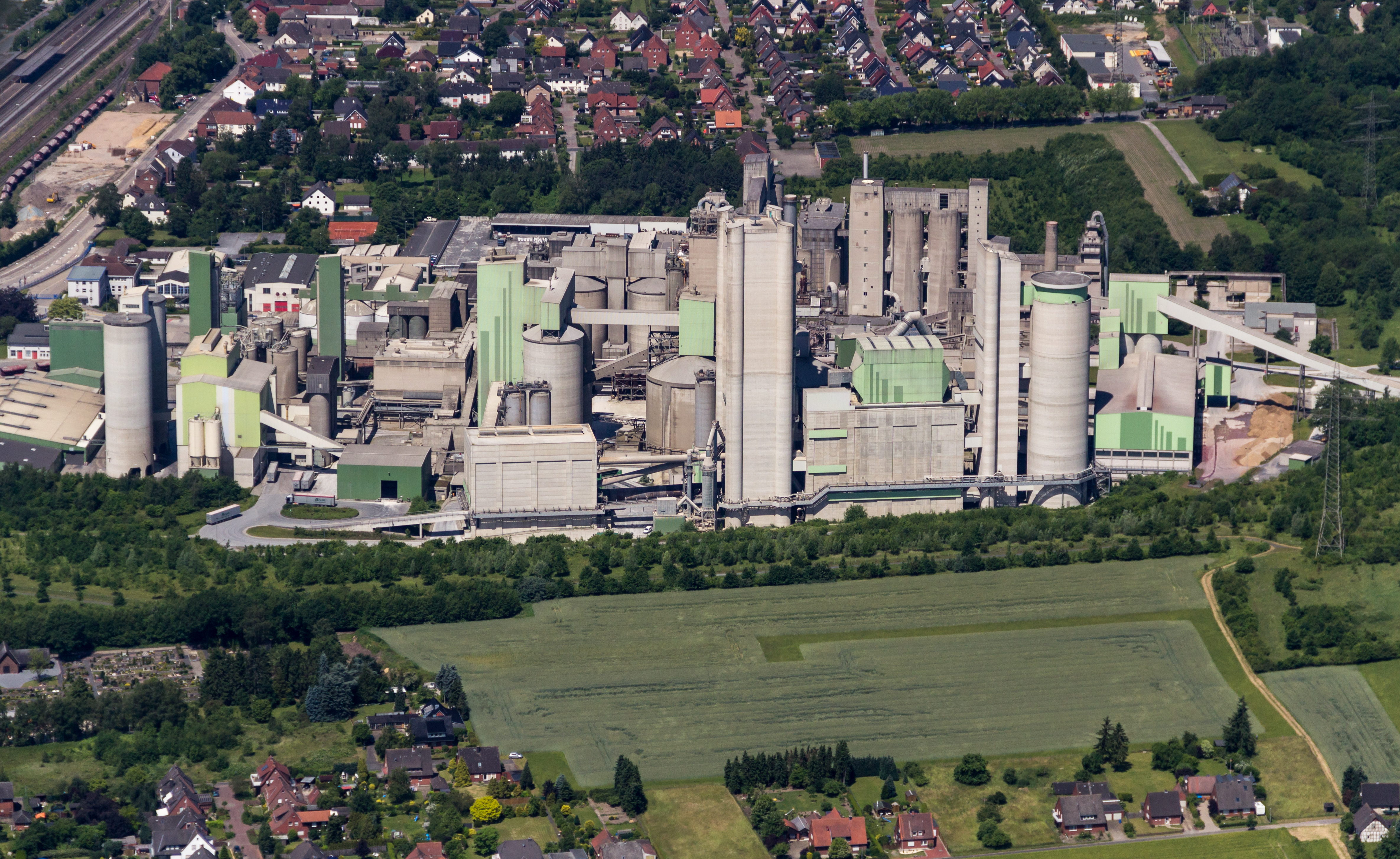
セメント工場ディッカーホフ AG

レンゲリヒ市は伝統的に機械製造、合成樹脂加工業、セメント製造業に経済的軸足を置いている。特に包装機械、印刷機械、精製機械を重点とするヴィントメラー & ヘルシャー機械製造 (W&H)、合成樹脂包装材料製造業者ビショフ + クライン、セメント工場ディッカーホフ AG が挙げられる。

### 交通

#### 鉄道
レンゲリヒ駅は、鉄道ヴァネ＝アイケル - ハンブルク線の駅である。この路線のミュンスターとオスナブリュックとの間の区間を、1時間ごと（繁忙期には30分ごと）にオイロバーンのトイト鉄道が運行している。トイト鉄道 (RB 66) は通勤に用いられており、レンゲリヒにも停車する。ドイツ鉄道 AG の列車（ICE と IC）はミュンスターとオスナブリュックとの間で停車しない。乗客には長さ 581 m のレンゲリヒャー・トンネルが印象的である。このトンネルは、山の下を通る古典的なトンネルとしてはドイツ最北のものであり、ルール地方と北部ドイツ地方とを結ぶ高速鉄道唯一のトンネルである。

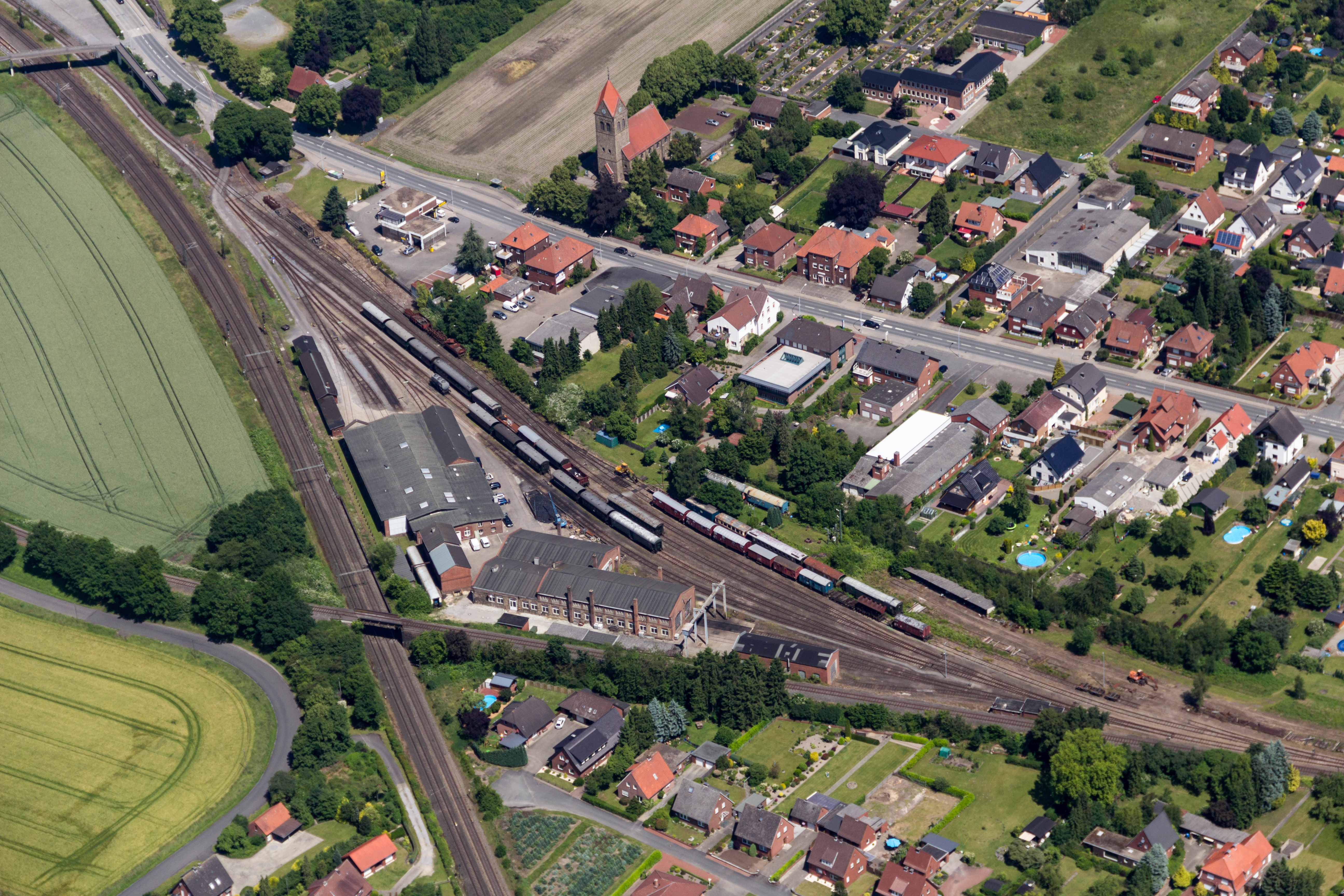
ホーネの貨物駅

レンゲリヒは、1901年に開通したトイトブルガー・ヴァルト鉄道 (TWE) のイベンビューレン - ギュータースロー線にも面している。TWE は、レンゲリヒ＝ホーネに操車場を運営している。これは、同時に他の私鉄業者の中心的な作業所の役割を担っている。TWEの路線では、定期的な貨物運行がなされていない。夏季には、蒸気機関車を連結した保存鉄道「トイト＝エクスプレス」がテックレンブルガー・ラントを運行している。しかし2010年8月の夏の嵐によって起こった土手崩れのため、「トイト＝エクスプレス」はレンゲリヒからテックレンブルクまでが終点とされ、ブロホターベックを経由してイベンビューレン・アーゼーまでは運行していない。翌年9月には、南方向でもギュータースローまでの線路が損傷したが、新たな TWE-所有者のキャプトレイン・ドイチュラントによる修復はなされなかった。このために2012年1月に超党派の「アクティオーンスビュンディス・プロ TWE」（直訳: TWE推進活動連盟）が結成され、トイトブルガー・ヴァルト鉄道の長期保守管理やレジャー観光交通としての定期的利用を目標に活動している。

#### バス
レンゲリヒからロッテ（オスナブリュック行きのバスに接続する）、イベンビューレン、リーネン、ミュンスター行きの定期バス路線がある。

#### 道路
レンゲリヒへは、連邦アウトバーン A1号線（欧州道 E37号線）のレンゲリヒ・インターチェンジ経由で直接アクセスできる。

#### 自転車
レンゲリヒは、自転車道「100城ルート」や「平和ルート」（オスナブリュックからミュンスター）に面している。

#### 航空
ミュンスター＝オスナブリュック空港へは約 15 km の距離にある。

### 教育

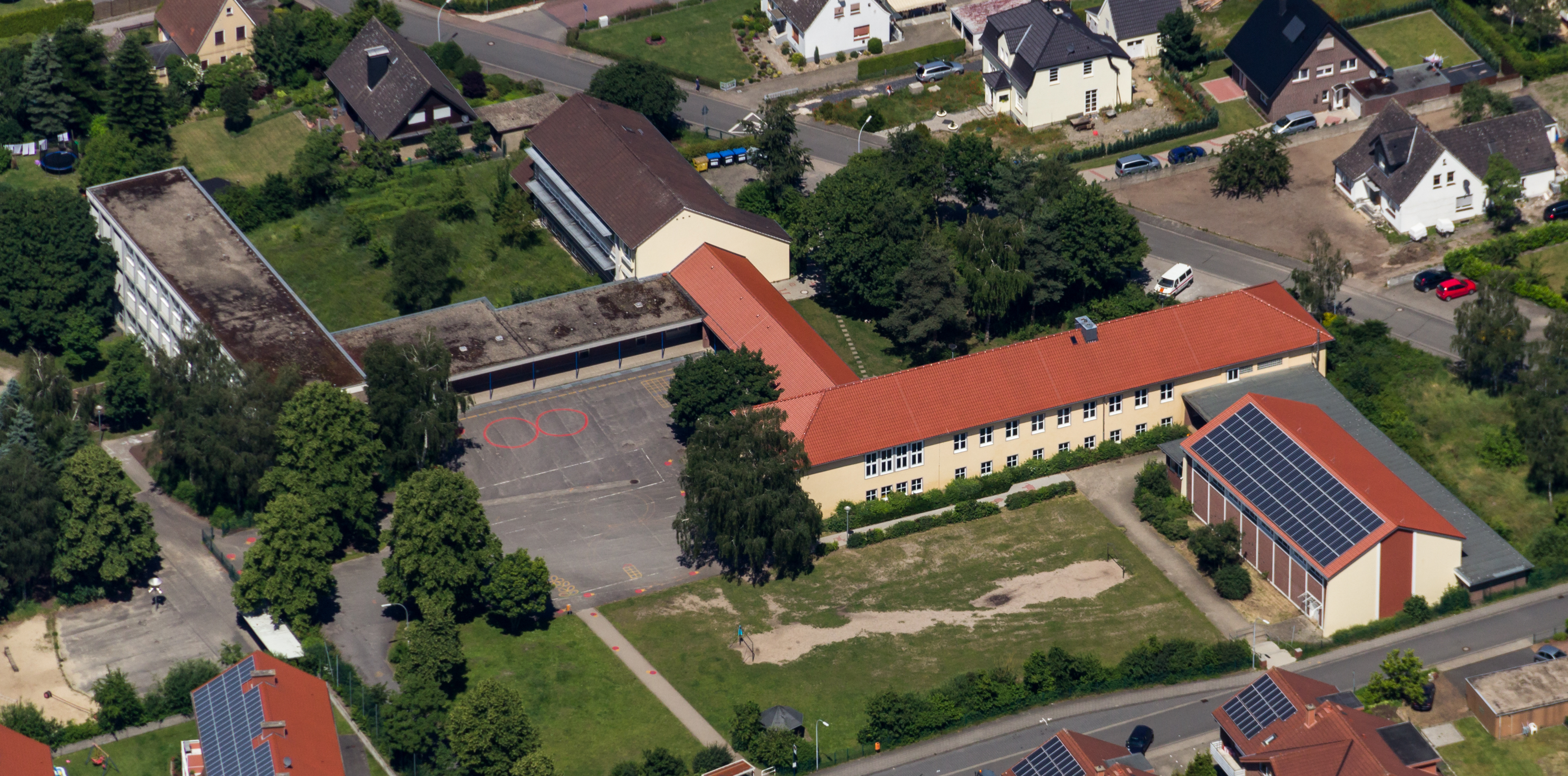
ホーネの基礎課程学校

レンゲリヒには数多くの様々な学校が存在する。初等教育では、ホーネ、イントルプ、シュタットフェルトマルク、シュタットの4校の基礎課程学校がある。上級学校としては、ハナー＝アーレン＝ギムナジウム (HAG)、ディートリヒ＝ボンヘッファー実科学校、フリードリヒ・フォン・ボーデルシュヴィング実科学校がある。この街を学区とする総合学校は、レンゲリヒに主キャンパスがあり、テックレンブルクにもキャンパスを持つレンゲリヒ/テックレンブルク総合学校である。さらに精神障害者のための福音主義養護学校イン・デア・ヴィドゥムがある。市内には合わせて11園の幼稚園がある。

#### その他の学校
- テックレンブルガー・ラント教育センター
- テックレンブルガー・ラント音楽学校
- 市民大学

### 健康

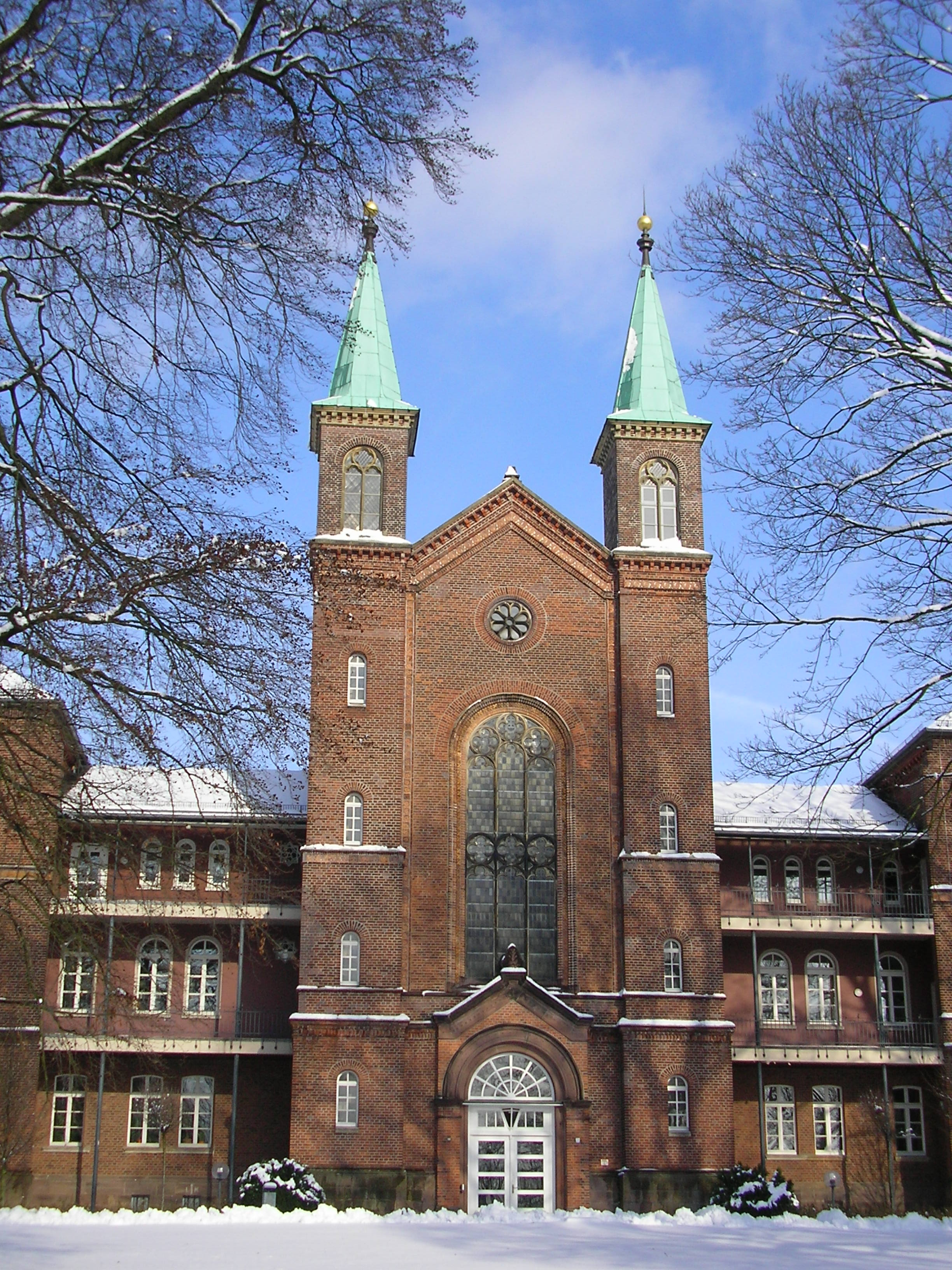
LWL-クリニーク・レンゲリヒ本館

総合病院ヘリオス・クリニークの他に、精神医学および神経医学の専門病院 LWL-クリニーク・レンゲリヒがある。LWL-クリニークはヴェストファーレン＝リッペ地方連合の運営下にある。この病院は1866年に州立施設ベテスダとして開院した。
病院の設立150周年を記念して、2017年に病院敷地内に「レンゲリヒ記念の小径」が設けられた。この記念の小径は国家社会主義時代の T4作戦による病者殺害を記憶し、その背景や国家組織および共犯関係や共同責任について情報を提供している。当時の州立療養所の職員は少なくとも440人の患者を、アイヒベルク、ヴァイルミュンスター、ヴンストルフの通過収容所に移送した。移送された患者たちは、そこからさらに殺害現場に運ばれた。

## 人物

### 出身者
- ルドルフ・スメント（ドイツ語版、英語版）（1851年 - 1913年）神学者
- ヴォルフガング・シュトレーク（ドイツ語版、英語版）（1946年 - ）社会学者、マックス＝プランク社会学研究所所長
- ヴォルフガング・ジトカ（ドイツ語版、英語版）（1954年 - ）サッカー選手、指導者

### ゆかりの人物
- リヒャルト・シュピーゲルブルク（ドイツ語版、英語版）（1977年 - ）棒高跳選手
- ジルケ・シュピーゲルブルク（ドイツ語版、英語版）（1986年 - ）棒高跳選手。レンゲリヒのギムナジウムでアビトゥーアを修得した。

## 関連文献
- Peter Barthold; Rolf Eschmann (2003). Kirchplatz und Römer in Lengerich. Westfälische Kunststätten. 97
- Ursula Schumacher-Haardt (1992). Evangelische Stadtkirche Lengerich. Westfälische Kunststätten. 63. Münster
- Alois Thomes (1994). “Lengerich”. In Landschaftsverband Westfalen-Lippe, Geographische Kommission für Westfalen. Der Kreis Steinfurt. Städte und Gemeinden in Westfalen. 1. Münster. pp. 83–91. ISBN 978-3-402-06270-8
- Christof Spannhoff (2018). Lengerich. Historischer Atlas westfälischer Städte. 11. Münster. ISBN 978-3-87023-408-9

これらの文献は、翻訳元であるドイツ語版の参考文献として挙げられていたものであり、日本語版作成に際し直接参照してはおりません。

## 訳注
1. ↑  クリッペ (Krippe) は小さな人形でキリスト生誕の物語を再現したジオラマである。